# Большой Хомус-Юрях
Большой Хомус-Юрях — река в Якутии.
Длина реки — 324 км, площадь водосборного бассейна — 3420 км². Питание снеговое и дождевое. Замерзает в сентябре, вскрывается в конце мая — начале июня. Перемерзает в конце зимы. Половодье с июня по начало сентября. Берёт начало на северном склоне возвышенности Суор-Уята, течёт на север, впадает в Восточно-Сибирское море западнее реки Алазея. Крупный приток справа — Окуля.
В бассейне реки расположено множество небольших озёр.